# GT 2000
GT 2000 fue un campeonato de automovilismo de velocidad, especializado en Sport prototipos, fundado en Argentina en el año 2000 e inaugurado oficialmente en 2001.
Inicialmente surgió como un campeonato de categoría nacional, reservado exclusivamente para sport prototipo, siendo al mismo tiempo sucesor del antiguo Sport Prototipo Argentino. Desde 2017, adquirió estatus de categoría zonal. En él compiten los prototipos más vistosos de producción argentina, impulsados con propulsores de automóviles de producción que no superen los 2000 cm3  de cilindrada, tal cual lo establece su reglamento técnico.
Si bien, este campeonato se circunscribía al área metropolitana de la Ciudad de La Plata, en la Provincia de Buenos Aires, tuvo alcance nacional desde 2004 gracias a la televisación de sus competencias a través del programa Automovilismo para Todos de la TV Pública. Esto se debió principalmente, a la coincidencia de las fechas de calendario del GT 2000 con las fechas de las divisionales TC Mouras y TC Pista Mouras. Este alcance se perdió luego de la temporada 2016, cuando GT 2000 se recategorizó al ámbito zonal, lo que incidió en la difusión de sus actividades a través de la televisión. 
Su fiscalización estaba a cargo de la Comisión Asesora de Fiscalización, de la Asociación Corredores de Turismo Carretera, por intermedio de la Federación Regional de Automovilismo Deportivo Metropolitano (FRAD) y la organización de sus campeonatos, a cargo de la Asociación de Pilotos y Propietarios de GT 2000 (APGT2000). Tras haber perdido espacio en las difusiones nacionales, desde 2020 sus actividades eran difundidas por el canal de YouTube, Belo Sport.
Finalmente y tras varias negociaciones llevadas adelante entre los dirigentes de esta categoría y las autoridades de la Comisión Deportiva de Automovilismo del Automóvil Club Argentino, el 25 de febrero de 2023 fue anunciada la reformulación de la categoría, devolviéndole su estatus de categoría nacional y rebautizándola como Sport Prototipo Argentino, reutilizando a su vez el nombre de una histórica categoría de los años 1970.

## Reglamento técnico
El reglamento técnico del GT 2000 estipula para esta categoría la participación de prototipos de carreras del tipo GT (Sport prototipo biplaza cerrado), siendo estos vehículos construidos a partir de chasis de producción argentina, respetando como medidas nominales, longitudes similares a las correspondientes a las categorías de Fórmula 4. En materia mecánica, se homóloga el uso de impulsores atmosféricos de 4 cilindros en línea, de cilindrada nominal de 2.000 cc. Y que sean originarios de marcas y modelos con producción argentina o bien, que sean comercializados en el mercado automotor argentino, respetando al mismo tiempo, todos los implementos mecánicos propios de cada modelo (block de 16 válvulas, sistema de inyección de combustible y encendido electrónicos, etc.).
Estas especificaciones han de permitir la participación de los más vistosos modelos de prototipos, siendo homologados para competir los chasis Crespi, ADA, Sergio, Dragón (también conocido como Scorpion) y RRB-1. Asimismo son homologados para competir, impulsores de las marcas Chevrolet, Chrysler, Fiat, Ford, Honda, Mitsubishi, Renault, Peugeot y Volkswagen.

## Campeones del GT 2000
| Año  | Campeón                  | Chasis-Motor    | Ref.      |
| ---- | ------------------------ | --------------- | --------- |
| 2001 | Gabriel Zughella         | Crespi-Mégane   | [ 2 ]     |
| 2002 | Néstor Martinelli        | Crespi-Clio     | [ 3 ]     |
| 2003 | Oscar Martinelli         | Crespi-Clio     | [ 4 ]     |
| 2004 | Gustavo Arias            | ADA-Vectra      | [ 5 ]     |
| 2005 | Fernando Gil Paricio     | Dragón-Vectra   | [ 6 ]     |
| 2006 | Ricardo Passerotti       | Scorpion-Focus  | [ 7 ]     |
| 2007 | Federico Pérez           | Scorpion-Mégane | [ 8 ]     |
| 2008 | Juan Manuel Centurión    | Scorpion-Mégane | [ 9 ]     |
| 2009 | Pablo Pérez Companc      | Scorpion-Mégane | [ 10 ]    |
| 2010 | Sergio Yasbik            | Scorpion-Mégane | [ 11 ]    |
| 2011 | Malek Fara               | Dragón-Astra    | [ 12 ]    |
| 2012 | Malek Fara               | Dragón-Focus    | [ 13 ]    |
| 2013 | Malek Fara               | Dragón-Focus    | [ 14 ]    |
| 2014 | Marcelo Chiappetta       | ADA-Focus       | [ 15 ]    |
| 2015 | Jonás Lodeiro            | RRB1-Vectra     | [ 16 ]    |
| 2016 | Malek Fara               | Dragón-Focus    | [ 17 ]    |
| 2017 | Jonás Lodeiro            | RRB1-Vectra     | [ 18 ]    |
| 2018 | Jonás Lodeiro            | RRB1-Vectra     | [ 19 ]    |
| 2019 | Jonás Lodeiro            | RRB1-Vectra     |           |
| 2020 | Cancelado                | Cancelado       | Cancelado |
| 2021 | Jonás Lodeiro            | RRB1-Vectra     | [ 20 ]    |
| 2022 | Axel y Dicran Margossian | Dragon-Renault  | [ 21 ]    |

## Pilotos reconocidos que compitieron en GT 2000
- Gabriel Zughella: Campeón 2001 de GT 2000 y expiloto de TC Pista, Turismo Carretera y Turismo Nacional.
- Diego Aventín: Campeón de GTA 1997 y Turismo Carretera 2013.
- Tomás Urretavizcaya: Campeón 2009 de TC Pista
- Leonel Sotro: Campeón 2011 de TC Pista, expiloto de Turismo Carretera y actual piloto de Turismo Nacional.
- Federico Pérez: Campeón 2007 de GT 2000, expiloto de TC Pista y actual comentarista televisivo y piloto de TC Pick Up.
- Gonzalo Perlo: Campeón 2008 de Top Race Junior y expiloto de TC Pista.
- Cristian Dentella: Subcampeón 2009 de TC Mouras y expiloto de TC Pista.
- Lucas Ariel Guerra: Campeón 2014 de Top Race Series y actual piloto de TRV6.
- Emmanuel Alifraco: Expiloto de TC Pista y actual director deportivo de  Alifraco Sport.
- Juan José Ebarlín: Campeón 2013 de TC Mouras y actual piloto de Turismo Carretera.
- Ezequiel Barroso: Expiloto de TC Pista.
- Matías Machuca: Actual piloto de la Clase 2 del Turismo Nacional.
- Agustín Herrera: Campeón 2009 de TC Pista Mouras y expiloto de TC Pista y de la Clase 2 del Turismo Nacional.
- Nicolás Ottati: Expiloto de TC Mouras.
- Claudio Bisceglia, Campeón 1998 de TN Clase 2 y expiloto de Turismo Carretera.

## Plusmarcas

### Chasis campeones
- Dragón/Scorpion: 10
- Bugueiro (RRB): 5
- Crespi: 3
- ADA: 2

### Motores campeones
- Chevrolet (Astra y Vectra): 8
- Renault (Clio y Mégane): 7
- Ford (Focus): 5